# Осада Дерпта (1657)
Осада Дерпта (август 1657 года) — неудачная осада шведской армией под командованием генерала Магнуса Делагарди крепости Дерпт (Юрьев-Ливонский) в ходе русско-шведской войны 1656-58 годов.

## Предыстория
В результате кампании 1656 года русские войска заняли несколько важных шведских крепостей в Ливонии, важнейшей из которых был Юрьев. Он был взят в октябре 1656 года армией кн. А. Н. Трубецкого. Шведское командование не могло смириться с потерей стратегически важного города и наметило на 1657 год контрнаступление с целью его возвращения. В случае успеха наступление должно было быть продолжено в Псковские земли. Успеху наступления способствовала победа шведов над войсками Новгородского разрядного полка бою под Валком 9 июня 1657 года. Отступление разрядного полка открыло путь к Юрьеву. Во главе армии встал командующий шведскими войсками на русском фронте, генерал-губернатор Лифляндии Магнус Делагарди.

## Силы сторон
Большая часть шведской армии была связана боями против Речи Посполитой, поэтому, несмотря на дополнительные наборы в полки, армия Делагарди была небольшой. По данным пленных, она составляла от 4 до 6 тысяч регулярных войск и около 1000 вооруженных крестьян: «всех де людей з графом Магнусом немец и литовских людей рейтар и драгунов конных и пеших под Юрьев пришли тысяч с шесть да чухнов с тысячю человек, а ждет де граф Магнус к себе присылных людей». В состав армии первоначально входили свыше 3000 рейтар, более 500 солдат и более 500 драгун". В ходе осады прибыли дополнительные части с осадной артиллерией.
Русский гарнизон насчитывал около 800 человек. В его состав входили: солдатский полуполк А. Вина, сводный приказ псковских и новгородский стрельцов П. Путилова и сотня конных казаков.

## Осада крепости
Подойдя к крепости, шведы разместились в построенных русскими войсками в 1656 году шанцах. Делагарди предложил гарнизону сдаться: «А будет откажешь, и за неповинную кровь, которая прольетца, тебе ведать, и за такую твою досаду учиню над городом промысл, чево я и не мыслил делать». Шведы попытались перехватить все дороги от Юрьева, чему препятствовали вылазки гарнизона. 12 августа 1657 года в ходе вылазки сводного солдатско-стрелецкого отряда (около 300 чел.) была разрушена часть шанцев.
16 августа к шведам прибыла осадная артиллерия. Три батареи орудий были размещены на противоположном крепости берегу реки Эмбах (Омовжа). Оттуда же ночью была предпринята попытка штурма. Шведы направили через реку брандеры с целью поджечь речную пристань и под прикрытием пожара ворваться в крепость. Однако атака была отражена ружейным и артиллерийским огнём защитников.
Вылазки гарнизона следовали ежедневно. В одной из них удалось захватить шведскую пушку. Не желая терять времени на долгую осаду, Делагарди продолжил наступление в направлении Гдова, где впоследствии потерпел поражение от войск воеводы кн. И. А. Хованского.

## Значение
Успешная оборона Юрьева стала первым шагом к срыву шведского контрнаступления 1657 года. Город, остался в руках русских войск до конца войны и по Валиесарскому перемирию был передан России. Лишь в 1661 году по условиям Кардисского мира 1661 года город был возвращён Швеции. Поражение в походе привело к отставке Магнуса Делагарди от командования войсками в Ливонии. 20 декабря 1657 года он передал командование Густаву Горну.